# はみどる!
『はみどる!』は、まりお金田による日本の漫画作品。『週刊少年チャンピオン』（秋田書店）にて2010年12号から2011年29号まで連載された。単行本は全5巻。
『週刊少年チャンピオン』2010年12号から2011年29号まで連載。まりお金田にとっては初の週刊連載である。各話数は「○○曲目（数字）」で数える。

## ストーリー
ナスカプロモーションに所属する落ちこぼれアイドルグループ「まっしゅ♥るーむ」に属する3人のアイドルが、様々な手段で人気アイドルを目指すドタバタコメディ。

## 登場人物
登場人物の名前は実在のアイドル・芸能人の名前から取られている。

### ナスカプロモーション

#### まっしゅ♥るーむ
南 あかり（みなみ あかり）
まっしゅ♥るーむの1人。1992年8月31日生まれ。埼玉県出身。A型。身長163cm、体重49kg。バスト92cm、ウエスト59cm、ヒップ86cm。別称は「アガリ」。
アイドル歌手志望の少女。巨乳で抜群のプロポーションを誇り、お色気もたっぷりだが、異常なほどの超あがり症で、人前では緊張して失敗することもしばしば。
アイドル時代の天地（現・マネージャー）に憧れてアイドルを目指している。実家は煎餅屋で自身も煎餅焼きを得意とするが、他人からはあまり相手にされない。
小柳 かすみ（こやなぎ かすみ）
まっしゅ♥るーむの1人。1992年12月31日生まれ。東京都出身。B型。身長160cm、体重47kg。バスト75cm、ウエスト56cm、ヒップ88cm。貧乳なのが悩み。
女優志望の少女。かつては天才子役「小柳くるみ」として鳴らしていたが、その子役時代の芸風とプライドが抜けないために失敗を招くこともしばしば。
ポジション的にはまっしゅ♥るーむのリーダー格だが、感覚や想像する内容のセンスが一般人とズレており、一昔前の「古い」と言われる様なものをよく想像する。
麻丘 すずの（あさおか すずの）
まっしゅ♥るーむの1人。1995年3月31日生まれ。群馬県出身。O型。身長150cm、体重43kg。バスト84cm、ウエスト57cm、ヒップ84cm。三つ子の弟がいる。
モデル志望の少女。しかしモデル体型に必要な身長が足らず、背の低さを指摘されると怒って暴れ出す。反面、3サイズは意外と良い。口癖は「～ッス」。
実家は貧乏だが元気の良さは人一倍で、地元の群馬から東京のナスカプロモーションまで自転車でやって来るほどの体力の持ち主。地元商店街での人気は高い。

#### まっしゅ♥るーむスタッフ
安斉 進一郎（あんざい しんいちろう）
まっしゅ♥るーむの新米マネージャー。眼鏡を掛けた黒髪の青年。
面倒見の良い性格だが押しの弱い面があり、まっしゅ♥るーむが問題を起こすたびに平謝りに謝っている。
天地 真貴子（あまち まきこ）
まっしゅ♥るーむの敏腕マネージャー。34歳。
かつては清純派アイドル「天地ましろ」として活躍しており、「ましろちゃん人形」なるグッズが販売される程の人気があった。今でも当時からのファンは多い。

#### その他のナスカプロモーション所属アイドル
山口 ののか（やまぐち ののか）
売れっ子アイドル。14歳。かすみを気に入っており、しばしばストーカー行為を行い、かすみに毒舌とも取れる辛辣なアドバイスをするが、それもかすみへの愛情ゆえから。
中山 せりか（なかやま せりか）
売れっ子アイドル。しばしば、まっしゅ♥るーむに対して嫌味を言うなど性格の悪い面が強調されがちだが、他人のアドバイスを素直に取り入れるなど仕事に対する心構えは真剣であり、かすみからは「ムカつくけど徹底している」と評されている。

### その他の人物
南 翔太郎（みなみ しょうたろう）
あかりの弟。超がつく程のシスコンであり、姉がアイドルなことに対しても、「あんな汚い世界に入れるつもりはなかった」と否定的に見ている。西城のプロデュースにより、女装して「翔子」として朝番組の占いコーナーに出演している。
西城 俊彦（さいじょう としひこ）
敏腕プロデューサー。若く細面のイケメン系。
作る番組の内容はお色気方面に偏ったものが多く、天地が「西城には気をつけろ」と警告する程。
藤岡田 弘（ふじおかだ ひろし)
大物俳優。まっしゅ♥るーむとバラエティ番組「藤岡田弘探検隊」で共演したのをきっかけに、仕事の協力を依頼したりする。
性格は暑苦しい方面にテンションの高い熱血漢だが、まっしゅ♥るーむのピンチには「こっち来んな!!」と突き放す面も。
名前及び容姿のモデルは藤岡弘。

## 単行本
- まりお金田『はみどる!』 秋田書店〈少年チャンピオン・コミックス〉、全5巻

1. 2010年8月6日発売 ISBN 978-4-253-20158-2
2. 2010年11月8日発売 ISBN 978-4-253-20159-9
3. 2011年2月8日発売 ISBN 978-4-253-20160-5
4. 2011年6月8日発売 ISBN 978-4-253-20170-4
5. 2011年8月8日発売 ISBN 978-4-253-20184-1